# Sturnira ludovici
Sturnira ludovici — вид родини листконосові (Phyllostomidae), ссавець ряду лиликоподібні (Vespertilioniformes, seu Chiroptera).

## Середовище проживання
Країни проживання: Колумбія, Коста-Рика, Еквадор, Сальвадор, Гватемала, Гаяна, Гондурас, Мексика, Нікарагуа, Панама, Венесуела. Значною мірою пов'язаний із вологими місцями проживання і тропічними вічнозеленими лісами. 

## Звички
Цей вид плодоїднийможливо, харчується нектаром і пилком. Пік народження у квітні-травні та вересні-жовтні в Коста-Риці

## Загрози та охорона
Загрози не відомі, проте, в Колумбії середовище проживання швидко перетворюється. Живе в деяких природоохоронних територіях.